# Tyler Herro (песня)
«Tyler Herro» — песня американского рэпера Джека Харлоу. Релиз в качестве ведущего сингла с дебютного альбома Thats What They All Say прошёл 22 октября 2020 года через лейблы Generation Now и Atlantic Records. Песня посвящена одноименному баскетболисту и спродюсирована Boi-1da и Scott Storch, а также Neenyo и Jahaan Sweet.

## Композиция
В песне использован «басовый среднетемповый грув, который подчеркивает запоминающиеся флюиды Харлоу». Джек Харлоу отдает дань уважения игроку НБА Тайлеру Хирро, своему другу, читая рэп: «Мой кореш Тайлер играет в Саут-Бич / Он сказал мне, что этим летом он починит мой прыжок». Он также упоминает о том, что у него появилась новая группа друзей: «Я привел с собой на вечеринку банду / Пять белых парней, но они не NSYNC».

## Музыкальное видео
Музыкальное видео было выпущено вместе с синглом. Оно было снято режиссером Ace Pro в доме баскетболиста Лу Уильямса в Атланте. Видео начинается с того, что ребенок, похожий на Джека Харлоу, выходит из школьного автобуса и бежит к своему дому. Затем в ролике показан Харлоу, наслаждающийся своей жизнью в славе. Он играет в обруч с Тайлером Хирро, проходит через «смену гардероба», а также виден на кровати с двумя девушками, которые дерутся подушками. Харлоу также представляет свою рэп-группу The Homies. В ролике звучит камео комика Druski.

## Чарты
| Чарт (2020—2021)                      | Высшая позиция |
| ------------------------------------- | -------------- |
| Австралия (ARIA)                      | 68             |
| Бельгия/Фландрия (Ultratip)           | 36             |
| Канада (Billboard Canadian Hot 100)   | 27             |
| Мир Global 200 (Billboard)            | 39             |
| Ирландия (IRMA)                       | 38             |
| Литва (AGATA)                         | 46             |
| Новая Зеландия (RMNZ)                 | 5              |
| Португалия (AFP)                      | 89             |
| Швейцария (Schweizer Hitparade)       | 82             |
| США (Billboard Hot 100)               | 34             |
| США (Billboard Hot R&B/Hip-Hop Songs) | 11             |
| США (Billboard Rhythmic)              | 14             |
| США Rolling Stone Top 100             | 10             |

## Сертификации
| Регион                                                                      | Сертификация  | Продажи   |
| --------------------------------------------------------------------------- | ------------- | --------- |
| Канада (Music Canada)                                                       | 2× Платиновый | 160 000   |
| Португалия (AFP)                                                            | Золотой       | 5000      |
| Великобритания (BPI)                                                        | Серебряный    | 200 000   |
| США (RIAA)                                                                  | 2× Платиновый | 2 000 000 |
| Данные о продажах + прослушиваниях приведены только на основе сертификации. |               |           |